# Neuendorf A
Neuendorf A è una frazione del comune di Ducherow del Meclemburgo-Pomerania Anteriore, in Germania.

## Storia
Già comune autonomo, alla fine del 2011 fu aggregato al comune di Ducherow.

## Geografia antropica
Fino al 2011 il territorio comunale si divideva in 2 zone (Ortsteil), corrispondenti al centro abitato di Neuendorf e a 1 frazione:
- Neuendorf (centro abitato)
- Kurtshagen[senza fonte]

### Esplicative
1. ↑  La località è così denominata per distinguerla dalla vicina Neuendorf B.

### Bibliografiche
1. ↑  (DE) Hauptsatzung der Gemeinde Ducherow, § 1. (PDF), su amt-anklam-land.de. URL consultato il 2 febbraio 2021 (archiviato dall'url originale il 28 maggio 2016).